# Förbundet Reservofficerarna
Förbundet Reservofficerarna (tidigare Sveriges Reservofficersförbund) i dagligt tal Reservofficerarna, är ett svenskt fackförbund inom SACO för reservofficerare. Det bildades 1966 och har idag omkring 3 000 medlemmar.
Förbundet har två medlemsförbund; Svenska flottans reservofficersförbund (SFRO) och Sveriges Reservofficerare (Sverof).